# Botrychium dusenii
Botrychium dusenii är en låsbräkenväxtart som först beskrevs av Christ, och fick sitt nu gällande namn av Arthur Hugh Garfit Alston. Botrychium dusenii ingår i släktet låsbräknar, och familjen låsbräkenväxter. Inga underarter finns listade i Catalogue of Life.